# Meistera cerasina
Meistera cerasina là một loài thực vật có hoa trong họ Gừng. Loài này được Henry Nicholas Ridley mô tả khoa học đầu tiên năm 1906 dưới danh pháp Amomum cerasinum. Năm 2018, Jana Leong-Škorničková và Mark Newman chuyển nó sang chi Meistera mới được phục hồi.

## Phân bố
Loài này có trong khu vực bao gồm Tây và Trung Sumatra, Borneo (Sarawak).